# Charles Henderson (Komponist)
Charles Edward Henderson (* 19. Januar 1907 in Boston, Massachusetts; † 7. März 1970 in Laguna Beach, Kalifornien) war ein US-amerikanischer Komponist, Dirigent, Pianist, Arrangeur und Autor und Liedtexter, der 1946 für einen Oscar nominiert war.

## Biografie
Henderson besuchte die Roxbury Latin School und schloss ein Studium an der Harvard University mit „cum laude“ ab. Er studierte bei Walter Piston, Ernst Toch und Victor Bay. Zwischen 1949 und 1951 war er in unterschiedlichen Funktionen für diverse Filmstudios und Fernsehproduktionen tätig, leitete in Las Vegas verschiedene Acts in Nachtclubs und komponierte darauf zugeschnittene Musik. 1931 trat er der ASCAP bei. Zu seinen Wegbegleitern und wichtigsten musikalischen Mitarbeitern zählten Rudy Vallée, Tom Waring, Edward Heyman, Mack Gordon und Alfred Newman. Zu seinen populärsten Songs gehören die Kompositionen Carefree, This Is a Chance of a Lifetime, So Beats My Heart for You und vor allem die Komposition Deep Night, die in Zusammenarbeit mit Rudy Vallée entstand. Henderson ist Autor des Buches How To Sing for Money – The Art and Business of Singing Popular Songs Professionally.
Für Walt Disneys berühmten Zeichentrickfilm Bambi (1942) war Henderson für die Chorarrangements zuständig. 
Auf der Oscarverleihung 1946 war Charles Henderson zusammen mit Alfred Newman für einen Oscar in der Kategorie „Beste Filmmusik in einem Musikfilm“ mit der Musik zum Film Jahrmarkt der Liebe mit Jeanne Crain, Dana Andrews und Dick Haymes in den Hauptrollen nominiert. Die Trophäe ging jedoch an George E. Stoll und den Musicalfilm Urlaub in Hollywood.
Bei Dick Powells Kriegsfilm Duell im Atlantik (1957) mit Robert Mitchum und Curd Jürgens lag die Verantwortung für das Music Department bei Henderson. Zu dem Gangsterfilm-Drama Bonnie und Clyde (1967) steuerte er seine Komposition Deep Night bei.
Charles Henderson, der in der IMDb mit mehr als 200 Einträgen verzeichnet ist, verstarb 1970 im Alter von 63 Jahren.   

## Filmografie (Auswahl)
Bereich Kompositionen, Arrangeur, Musikdirektor
- 1937: Top of the Town
- 1937: Wings Over Honolulu
- 1937: 100 Mann und ein Mädchen (One Hundred Men and a Girl)
- 1937: You’re a Sweetheart
- 1938: Mad About Music
- 1938: That Certain Age
- 1938: Gefährliches Dreieck (Exposed)
- 1939: Second Fiddle
- 1940: Music in My Heart
- 1940: Broadway Melodie 1940
- 1940: Schwarzer Freitag (Black Friday)
- 1940: Rache für Jesse James (The Return of Frank James)
- 1942: Die Königin vom Broadway (My Gal Sal)
- 1942: Bambi
- 1943: Coney Island
- 1945: Jahrmarkt der Liebe (State Fair)
- 1945: Draculas Haus (House of Dracula)
- 1946: Centennial Summer
- 1947: Es begann in Schneiders Opernhaus (Mother Wore Tights, VT: Die reizendsten Eltern der Welt)
- 1947: Jede Frau braucht einen Engel (The Bishop’s Wife)
- 1948: Die Frau im Hermelin (That Lady in Ermine)
- 1948: Johanna von Orleans (Joan of Arc)
- 1954: Der sympathische Hochstapler (Living It Up)
- 1956: Fanfaren der Freude (The Best Things in Life Are Free)
- 1957: Picknick im Pyjama (The Pajama Game)
- 1957: Duell im Atlantik (The Enemy Below)
- 1962: Music Man
- 1968: Gomer Pyle: USMC (Fernsehserie, Folge: Just Move Your Lips, Sergeant)

Soundtrack
- 1929: Rudy Vallée and His Connecticut Yankees (Kurzfilm)
  - Musik: Deep Night
- 1929: Unsichtbare Fesseln (The Single Standard)
  - Musik: Deep Night
- 1937: Wings Over Honolulu
  - Autor: Wasn’t It You?
- 1937: Varsity Show
  - Autor: Give Us a Drink
- 1940: Lillian Russell
  - Text und Musik: Back in the Days of Old Broadway
- 1940: Fantasia
  - A Night on Bald Mountain/Ave Maria
- 1942: Nacht im Hafen (Moontide)
  - Autor: Moontide
- 1947: Ehebruch (The Unfaithful)
  - Musik: Deep Night
- 1948: Eine Dachkammer für zwei (Apartment for Peggy)
  - Text: Hail to Thee, Dear Alma Mater
- 1949: Ein Brief an drei Frauen (A Letter to Three Wives)
  - Musik: Crazy Eddie
- 1949: Gefahr in Frisco (Thieves’ Highway)
  - Musik: The Right Kind
- 1950: Die Ratte von Soho (Night and the City)
  - Musik: The Right Kind
- 1952: Mit einem Lied im Herzen (With a Song in My Heart)
  - Musik: The Right Kind
- 1953: Zurück am Broadway (She’s Back on Broadway)
  - Text: Behind the Mask, Voodoo und Mardi Gras
- 1956: Bus Stop
  - Text: The Right Kind
- 1957: Ein Leben im Rausch (The Helen Morgan Story)
  - Autor: Deep Night
- 1957: Duell im Atlantik
  - englischer Text Trinklied: So leben wir alle Tage (Drinking Song)
- 1958: Zeit zu leben und Zeit zu sterben
  - Text: A Time to Love
- 1967: Bonnie und Clyde
  - Autor: Deep Night
- 1991: My Private Idaho – Das Ende der Unschuld (My Own Private Idaho)
  - Autor: Deep Night
- 2000: Forrester – Gefunden! (Finding Forrester)
  - Autor: Deep Night

Komponist Filmmusik
- 1937: We Have Our Moments
- 1937: You’re a Sweetheart
- 1938: Goodbye Broadway
- 1938: Wirbelwind aus Paris (The Rage of Paris)
- 1938: The Storm
- 1941: Allotria in Florida (Moon over Miami)
- 1941: Week-End in Havana
- 1942: Springtime in the Rockies
- 1943: Sweet Rosie O’Grady
- 1945: Dolly Sisters (The Dolly Sisters)

## Auszeichnung
- 1946: Oscarnominierung für die Musik zum Film Jahrmarkt der Liebe